# Фолльмар, Хайнц
Хайнц Фолльмар (нем. Heinz Vollmar; 26 апреля 1936 — 12 октября 1987) — немецкий футболист, нападающий. Выступал за сборные Саара и ФРГ. Участник чемпионата мира 1962.

## Биография

### Клубная карьера
Начинал игровую карьеру в клубе «Санкт-Ингберт», с которым выступал в низших немецких лигах. В Оберлиге (высшем на тот момент дивизионе) отыграл только один сезон — 1957/58, но по его итогам вновь вылетел в низшую лигу. В 1959 году Фолльмар подписал контракт с клубом юго-западной зоны Оберлиги «Саарбрюккен», где провёл 5 лет. В сезоне 1960/61 вместе с командой стал победителем своей зоны и выступил в финальной стадии чемпионата ФРГ, где сыграл в 6 матчах и забил 3 гола. В сезоне 1963/64 принял участие в первом розыгрыше немецкой Бундеслиги (пришедшей на замену Оберлиге). В Бундеслиге Фолльмар провёл 23 матча и забил 4 гола, но по итогам сезона занял с командой последнее место и вылетел в Регионаллигу.

### Карьера в сборной
Дебютировал за сборную Саара 9 октября 1955 года в товарищеском матче со второй сборной Франции (7:5), в котором отметился тремя забитыми голами. В дальнейшем сыграл ещё в трёх товарищеских матчах, включая игру 6 июня 1956 года против Нидерландов (2:3), которая стала последней в истории сборной Саара и в которой он также забил гол.
Уже 30 июня того же года, в товарищеской встрече со сборной Швеции, Фолльмар дебютировал в составе сборной ФРГ. За сборную ФРГ он выступал до 1961 года, но принимал участие только в товарищеских матчах. Всего сыграл 12 матчей и забил 3 гола. В 1962 году Фолльмар был включён в состав сборной ФРГ на чемпионат мира в Чили, но на самом турнире не сыграл. Вместе с командой дошёл до стадии 1/4 финала.